# Magalhaes de Almeida
Magalhaes de Almeida är en flygplats i Brasilien.   Den ligger i kommunen Codó och delstaten Maranhão, i den nordöstra delen av landet, 1 300 km norr om huvudstaden Brasília. Magalhaes de Almeida ligger 71 meter över havet.
Terrängen runt Magalhaes de Almeida är platt. Närmaste större samhälle är Codó, 2,3 km norr om Magalhaes de Almeida.
Omgivningarna runt Magalhaes de Almeida är huvudsakligen savann. Runt Magalhaes de Almeida är det ganska glesbefolkat, med 34 invånare per kvadratkilometer.